# عادل سدرا
عادل سدرا (1943 -) مهندس إلكترونيات وأستاذ كندي مصري.

## مساره المهني
ولد سدرا في مصر عام 1943، وحصل على بكالوريوس علوم من جامعة القاهرة عام 1964 وماجستير ودكتوراه من جامعة تورنتو عام 1968 و1969 على التوالي في الهندسة الكهربائية.
انضم سيدرا إلى هيئة التدريس بجامعة تورنتو عام 1969 وأصبح أستاذًا مشاركًا في عام 1972 وأستاذًا في عام 1978. شغل منصب رئيس قسم الهندسة الكهربائية من 1986 إلى 1993، ووكيل الجامعة، ورئيس الأكاديمية من 1 يوليو 1993 إلى 2002. في السنوات التسع التي قضاها في منصب رئيس الجامعة قاد سدرا دورتين للتخطيط بعيد المدى في عامي 1994 و1998.
في 1 يوليو 2003 انضم إلى جامعة واترلو كعميد لكلية الهندسة وأستاذًا للهندسة الكهربائية وهندسة الكمبيوتر. في عام 2004 بدأ تدريب التخطيط الهندسي بجامعة واترلو 2010. وشغل منصب عميد كلية الهندسة حتى يونيو 2012.
سدرا متخصص في الإلكترونيات الدقيقة، ويركز أبحاثه على التطبيقات في أنظمة الاتصالات، ونظريات تصميم الدوائر. شارك في تأليف ثلاثة مراجع علمية، وكتابه الأشهر «الدوائر الإلكترونية الدقيقة» (بالإنجليزية: Microelectronic Circuits)‏، (بالاشتراك مع كينيث سميث)، والذي نُشر بعشر لغات، وحقق أكثر من مليون نسخة مطبوعة، وهو أحد أكثر الكتب استخدامًا واقتباسًا في هذا المجال حتى الآن. كما شارك مع غوردون دبليو روبرتس في تأليف كتاب (بالإنجليزية: SPICE for Microelectronic Circuits)‏، الذي نُشر عام 1995. نُشر كتابه النصي الأول بعنوان «نظرية وتصميم المرشحات» (بالإنجليزية: Filter Theory and Design: Active and Passive)‏ في عام 1978.
قام بنشر حوالي 150 بحثًا علميًا، كما عمل مستشارًا للصناعة والحكومات في كندا والولايات المتحدة.
هو عضو مؤسس في مجلس إدارة مركز أبحاث تكنولوجيا المعلومات، وهو مركز امتياز مخصص تموله حكومة أونتاريو من عام 1990 إلى عام 1994، وكان عضوًا في لجنة التقييم العلمي لبرنامج أبحاث الصناعة في أونتاريو، وهو حاليًا عضو في مجلس البحوث في المعهد الكندي للأبحاث المتقدمة. عمل كمندوب في مطبعة جامعة أكسفورد (1995-2008) ويقوم حاليًا بتحرير سلسلة أكسفورد للهندسة الكهربائية وهندسة الكمبيوتر.

## الجوائز والتكريمات
حصل على عدة درجات فخرية، بما في ذلك درجة الدكتوراه من جامعة تورنتو (2005)، ودرجة الدكتوراه في العلوم من جامعة كوينز (2003)، وجامعة ماكجيل (2007)، ودرجة الدكتوراه في الهندسة من جامعة رايرسون (2015).
تم انتخاب سدرا كزميل في معهد مهندسي الكهرباء والإلكترونيات (1984)، وفي الأكاديمية الكندية للهندسة (1999)، وفي الجمعية الملكية الكندية (2003).
حصل على العديد من الجوائز، مثل جائزة فريدريك إيمونز ترمان لعام 1988 من الجمعية الأمريكية للتعليم الهندسي، ووسام التعليم IEEE لعام 1996، وسام «الألفية الثالثة IEEE» لعام 2000، ووسام الهندسة للتميز من المهندسين المحترفين في أونتاريو عام 2002. وميدالية الخريجين الهندسية لعام 2002 من رابطة خريجي الهندسة بجامعة تورنتو، وجائزة الخدمة المتميزة لعام 2010 لصناعة الإلكترونيات الدقيقة من جمعية تكنولوجيا المعلومات بكندا.
في عام 2002 أنشأت جمعية خريجي جامعة تورنتو «جائزة عادل سدرا للخريجين المتميزين»، لتكريم سدرا على إنجازاته خلال السنوات التسع التي قضاها نائباً لرئيس جامعة تورونتو.
في عام 2013 تم تسمية معمل تصميم الطلاب الذي تبلغ مساحته 20000 قدم مربع بجامعة واترلو باسم «مركز تصميم طلاب سدرا» لتكريم سدرا كعميد سابق لهندسة واترلو.
في عام 2014 أصبح عضوا في منظمة أونتاريو تقديرا «لعمله الأساسي الذي أدى إلى تطورات كبيرة في مجالات تتراوح من التكنولوجيا الطبية إلى الاتصالات اللاسلكية».